# Sisyrinchium planicola
Sisyrinchium planicola är en irisväxtart som beskrevs av Ceja och Cholewa. Sisyrinchium planicola ingår i släktet gräsliljor, och familjen irisväxter. Inga underarter finns listade i Catalogue of Life.